# 欧洲E69公路
歐洲E69公路（E69）是歐洲國際公路之一，連接挪威北部的北角至歐德峽灣，全長129（80英里）。當中會穿越五條隧道，隧道全長15.5（9.6英里）。五條最長隧道中最長的隧道為北角隧道，全長6.9（4.3英里），最底點達到海平面下212（696英尺）。
冬季時最北部份的公路會局部關閉，不過於特定時間可能會有車隊經過此公路。

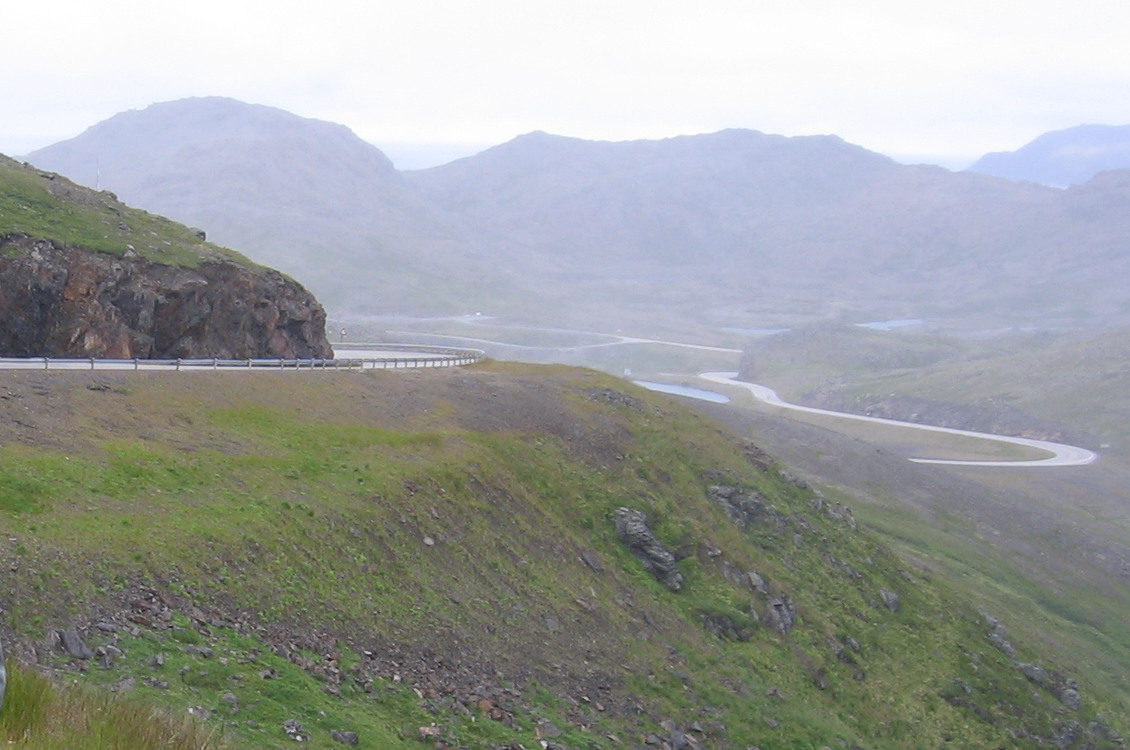
位於馬格爾島的歐洲E69公路